# Xylotheek

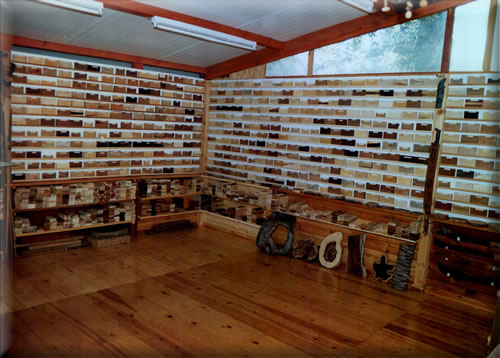
Xylotheek in Dénia, Spanje

Een xylotheek is een tentoongestelde verzameling van houtsoorten van verschillende bomen. De naam komt van het Oudgriekse ξύλον, xulon, hout en θήκη, theek, plaatsen of leggen.
Een xylotheek is een verzameling kistjes of doosjes in de vorm van een boek, met in elk kistje een beschrijving van de betreffende boom en wat gedroogde blaadjes, vruchten etc. Elk kistje is gemaakt van het hout van de betreffende boom en de rug van het kistje is beplakt met de schors van de boom. 
De xylotheek was een populair instrument bij het doen van botanische studies op hogescholen en universiteiten. Het aanleggen van een xylotheek is een oude documentatiemethode die weinig meer wordt gebruikt.

## Nederland
In Nederland zijn nog drie xylotheken te vinden. Deze zijn alle drie aangelegd door de Duitse plantkundige en bosbouwer Alexander Schlümbach, die de xylotheken maakte in opdracht van de toenmalige koning Lodewijk Napoleon. De grootste van deze drie met 158 banden staat in Franeker, in het Museum Martena. Een andere xylotheek is te vinden in Kasteel Groeneveld in Baarn. De derde xylotheek stond vroeger in Harderwijk, maar is tegenwoordig te bezichtigen in De Museumfabriek in Enschede. Alle drie de xylotheken zijn in 1809 door koning Lodewijk Napoleon geschonken.

## Elders
Er zijn, onder andere in Sint-Petersburg, xylotheken die meer dan duizend banden omvatten.